# Дискографија Питбула
Дискографија америчког репера Питбула састоји се од десет студијских албума, четири компилације, једног ремикс албума, једног саундтрек албума, четири микстејпа, осамдесет синглова и тридесет и пет спотова.
M.I.A.M.I., први студијски албум репера објављен је 24. августа 2004. године за  TVT Records. Албум се нашао на четрнаестој позицији америчке листе Билборд 200. Главни албумски сингл Culo досегао је до 32. позиције на листи Билборд хот 100, што је била реперова прва песма на овој листи. На албуму M.I.A.M.I. нашлис у се синглови That's Nasty, Back Up, Toma и Dammit Man. Компилацијски албум Money Is Still a Major Issue репер је објавио 15. новембра 2005. године. Други студијски албум El Mariel објављен је 30. октобра 2006. године, а на њему су се нашла четири сингла: Bojangles, Ay Chico (Lengua Afuera) и ремикси песама Dime и Be Quiet.
Трећи студијски албум The Boatlift објављен је 27. новембра 2007. године. Албумски сингл The Anthem нашао се на 36. позицији листе Билборд хот 100 и постао најуспешнији сингл још од сингла Culo. Сингл The Anthem доживео је велики комерцијални успех у неколико европских земаља. а The Boatlift постао је први албум репера који је доживео велики комерцијални успех ван Сједињних Држава. Албум је био на врховима листа Шпаније, Француске и Швајцарске, а на њему су се нашли синглови Secret Admirer, Go Girl и Sticky Icky, који су такође забележили велики комерцијални успех.
Pitbull Starring in Rebelution, четврти студијски албум Питбула објављен је 28. августа 2009. године и то је био уједно први албум репера који је објавила издавачка кућа Polo Grounds/J Records. Албуму су претходила три сингла Krazy, I Know You Want Me (Calle Ocho) и Hotel Room Service. I Know You Want Me (Calle Ocho) доживео је велики комерцијални успех и нашао се на другој позицији листе Билборд хот 100 као и на листама десрт најбољих синглова у неколико европских држава. Hotel Room Service и накнадни сингл Shut It Down такође су доживели велике комерцијалне успехе. Пети албумски сингл био је Can't Stop Me Now.
Пети студијски албум Armando објављен је 2. новембра 2010. године и издат је на шпанском језику. На албуму су се нашли синглови Watagatapitusberry, Maldito Alcohol, Bon, Bon и Tu Cuerpo.
Planet Pit, шести студијски албум објављен је 21. јуна 2011. године и нашао се на седмој позиције листе Билборд 200 и на неколико листа најбољих албума широм света. Албуму су претходила два сингла, Hey Baby (Drop It to the Floor) која се нашла на седмој позицији листе Билборд хот 100 и сингл Give Me Everything који се нашао на првој позицији листе у Уједињеном Крањевству.
Наредни појединачни синглови Rain Over Me и International Love такође су доживели значајне комерцијалне успехе. Песма Back in Time објављен је 2012. године као главни сингл са саундтрек албума Men in Black 3 и нашао се на једанаестој позицији листе Билборд хот 100.
Седи студијски албум Global Warming објављне је 19. новембра 2012. године, а на њему су се нашли хит синглови Get It Started, Don't Stop the Party и Feel This Moment.
У октобру 2013. године репер је објаиво песму Timber заједно са Кешом.
Осми студијски албум Globalization објављен је 21. новембра 2014. године. Албуму су претходили синглови Wild Wild Love, We Are One (Ole Ola), Fireball и Time of Our Lives. На албуму се такође нашао синл Celebrate, који се такође нашао као главни сингл у анимираном филму Мадагаскар. Након тога, Питбул је објавио сингл Fun у сарадњи са ритам и блуз музичаром Крисом Брауном. Девети студијски и други албум на шпанском језику под називом Dale Питбул је објавио 17. јула 2015. године, а десети Climate Change 17. марта 2017. године.

## Албуми

### Студијски албуми
| Назив | Детаљи | Позиција | Позиција | Позиција | Позиција | Позиција | Позиција | Позиција | Позиција | Позиција | Позиција | Број проданих примерака | Сертификат |
| Назив | Детаљи | САД      | САД Rap  | АУС      | АУС 40   | КАН      | НЕМ      | НЗ       | ШВА      | ШВА      | УК       | Број проданих примерака | Сертификат |
| --- | --- | -------- | -------- | -------- | -------- | -------- | -------- | -------- | -------- | -------- | -------- | ----------------------- | --- |
| M.I.A.M.I. | - Датум објављивања: 24. август 2004. (САД) - Издавачка кућа: TVT Records - Формат: ЦД, винил, дигитално преузимање                                                                            | 14       | 2        | —        | —        | —        | —        | —        | —        | —        | —        | - САД: 644,000          | - RIAA: Златно                                                                                                  |
| El Mariel | - Датум објављивања: 30. октобар 2006.(САД) - Издавачка кућа: TVT, Bad Boy Latino - Формат: ЦД, винил, дигитално преузимање                                                                    | 17       | 2        | —        | —        | —        | —        | —        | —        | —        | —        | - САД: 214,000          | |
| The Boatlift                                                                                                  | - Датум објављивања: 27. новембар 2007. (САД) - Издавачка кућа: TVT, Poe Boy Entertainment, Bad Boy Latino - Формат: ЦД, винил, дигитално преузимање                                           | 50       | 5        | —        | 42       | —        | 96       | —        | 74       | 23       | —        | - САД: 131,000          | |
| Pitbull Starring in Rebelution                                                                                | - Датум објављивања: 28. август 2009.(САД) - Издавачка кућа: J Records, Ultra Records, Bad Boy Latino, The Orchard, Mr. 305 Inc., Polo Grounds Music - Формат: ЦД, винил, дигитално преузимање | 8        | 1        | 54       | 20       | 3        | 34       | —        | 90       | 8        | 142      | - САД: 174,000          | |
| Armando | - Датум објављивања: 2. новембар 2010. (сад) - Издавачка кућа: Mr. 305, Sony Latino - Формат: ЦД, дигитално преузимање                                                                         | 65       | 6        | —        | —        | —        | —        | —        | —        | 91       | —        |                         | - RIAA: Златно                                                                                                  |
| Planet Pit | - Датум објављивања: 21. јул 2011.(САД) - Издавачка кућа: J, Mr. 305, Polo Grounds - Formats: CD, digital download                                                                             | 7        | 2        | 5        | 3        | 4        | 6        | 10       | 5        | 2        | 11       | - САД: 500,000          | - RIAA: Златно - ARIA: Платина - BPI: Златно - BVMI: Златно - IFPI АУС: Златно - IFPI ШВА: Златно - MC: Платина |
| Global Warming                                                                                                | - Датум објављивања: 19. новембар 2012. (САД) - Издавачка кућа: RCA Records, Mr. 305, Polo Grounds - Formats: CD, digital download                                                             | 14       | 1        | 14       | 12       | 12       | 21       | 38       | 38       | 15       | 111      | - САД: 355,000          | - ARIA: Златно - BPI: Сребрно - MC: Платина                                                                     |
| Globalization                                                                                                 | - Датум објављивања: 24. новембар 2014.(САД) - Издавачка кућа: RCA, Mr. 305, Polo Grounds - Formats: CD, digital download                                                                      | 18       | 3        | 60       | —        | 15       | —        | —        | —        | 34       | —        | - САД: 198,000          | |
| Dale | - Датум објављивања: 17. јул 2015. (САД) - Издавачка кућа: Mr. 305, Sony Latino - Formats: CD, digital download                                                                                | 97       | 9        | —        | —        | —        | —        | —        | 62       | 71       | —        |                         | |
| Climate Change                                                                                                | - Датум објављивања: 17. март 2017. (САД) - Издавачка кућа: RCA, Mr. 305, Polo Grounds - Formats: CD, digital download                                                                         | 29       | 12       | 74       | —        | 20       | —        | —        | —        | 69       | —        |                         | |
| "—" означава издање које или није дебитовало на тој топ-листи или није дебитовало у/на тој држави/територији. | |          |          |          |          |          |          |          |          |          |          |                         | |

### Поново издати албуми
| Назив                    | Детаљи |
| ------------------------ | --- |
| I Am Armando             | - Датум објављивања: 30. јул 2012.(САД) - Издавачка кућа: Mr. 305, Polo Grounds - Формат: ЦД, дигитално преузимање      |
| Global Warming: Meltdown | - Датум објављивања: 25. новембар 2013. (САД) - Издавачка кућа: Mr. 305, RCA Records - Формат: ЦД, дигитално преузимање |

### Саундтрек албуми
| Назив                                                             | Детаљи |
| ----------------------------------------------------------------- | --- |
| Gotti (Original Motion Picture Soundtrack) (Jorge Gomez и Питбул) | - Датум објављивања: 14. јун 2018. (САД) - Издавачка кућа: Gotti Release LLC, Mr. 305 - Formats: CD, LP, digital download |

### Компилацијски албуми
| Назив | Детаљи | Позиција | Позиција | Позиција | Позиција | Позиција |
| Назив | Детаљи | САД      | САД R&B  | САД Rap  | БЕЛ (FL) | БЕЛ (WA) |
| --- | --- | -------- | -------- | -------- | -------- | -------- |
| Money Is Still a Major Issue                                                                                  | - Датум објављивања: 15. новембар 2008. (САД) - Издавачка кућа: TVT, Bad Boy Latino - Formats: CD, digital download | 25       | 4        | 2        | —        | —        |
| Original Hits                                                                                                 | - Датум објављивања: 8. мај 2012.(САД) - Издавачка кућа: TVT, Bad Boy Latino - Formats: CD, digital download        | 134      | 19       | 13       | 144      | 189      |
| International Takeover                                                                                        | - Датум објављивања: 9. јул 2013. (САД) - Издавачка кућа: Ultra Records - Formats: CD, digital download             | —        | —        | —        | —        | —        |
| Greatest Hits                                                                                                 | - Датум објављивања: 1. децембар 2017.(САД) - Издавачка кућа: Mr. 305 Inc. - Formats: CD, digital download          | —        | —        | —        | —        | —        |
| "—" означава издање које или није дебитовало на тој топ-листи или није дебитовало у/на тој држави/територији. | |          |          |          |          |          |

### Епови
| Назив | Детаљи | Позиција | Позиција |
| Назив | Детаљи | САД      | САД Rap  |
| --- | --- | -------- | -------- |
| Bojangles | - Датум објављивања: 11. јул 2006.(САД) - Издавачка кућа: TVT Records - Formats: Digital download                                 | —        | —        |
| Unreleased | - Датум објављивања: 4. јул 2010. (САД) - Издавачка кућа: Luke Records - Formats: Digital download                                | —        | —        |
| Meltdown | - Датум објављивања: 25. новембар 2013.(САД) - Издавачка кућа: RCA Records, Mr. 305, Polo Grounds - Formats: CD, Digital download | 95       | 9        |
| "—" означава издање које или није дебитовало на тој топ-листи или није дебитовало у/на тој држави/територији. | |          |          |

### Микстејпови
| Назив                                                                       | Детаљи                                                                    |
| --------------------------------------------------------------------------- | ------------------------------------------------------------------------- |
| Free Agent (DJ Buddha, DJ Noodles и Питбул)                                 | - Датум објављивања: 3. септембар 2008. (САД) - Formats: Digital download |
| The Streets Are Talking (DJ Got Now, DJ Billy Ho и Питбул)                  | - Датум објављивања: 14. фебруар 2008. (САД) - Formats: Digital download  |
| International Takeover: The United Nations (DJ Buddha, DJ Noodles и Питбул) | - Датум објављивања: 5. новембар 2009. (САД) - Formats: Digital download  |
| Mr. Worldwide (DJ Buddha, DJ Noodles и Питбул)                              | - Датум објављивања: 20. април 2010. (САД) - Formats: Digital download    |

## Синглови

### Као главни извођач
| Назив | Година | Позиција | Позиција | Позиција | Позиција | Позиција | Позиција | Позиција | Позиција | Позиција | Позиција | Сертификат | Албум                              |
| Назив | Година | САД      | САД Rap  | АУС      | АУС 40   | КАН      | НЕМ      | НЗ       | ШПА      | ШВА      | УК       | Сертификат | Албум                              |
| --- | ------ | -------- | -------- | -------- | -------- | -------- | -------- | -------- | -------- | -------- | -------- | --- | ---------------------------------- |
| "Culo" (Lil Jon и Питбил)                                                                                     | 2004   | 32       | 11       | —        | —        | —        | —        | —        | —        | —        | —        | | M.I.A.M.I.                         |
| "That's Nasty" (Lil Jon, Fat Joe и Питбул)                                                                    | 2004   | —        | —        | —        | —        | —        | —        | —        | —        | —        | —        | | M.I.A.M.I.                         |
| "Back Up" | 2004   | —        | —        | —        | —        | —        | —        | —        | —        | —        | —        | | M.I.A.M.I.                         |
| "Toma" (Lil Jon и Питбул)                                                                                     | 2004   | —        | 21       | —        | —        | —        | —        | —        | —        | —        | —        | | M.I.A.M.I.                         |
| "Dammit Man" (Piccallo и Питбул)                                                                              | 2004   | —        | —        | —        | —        | —        | —        | —        | —        | —        | —        | | M.I.A.M.I.                         |
| "Everybody Get Up" (Pretty Ricky и Питбул)                                                                    | 2005   | —        | —        | —        | —        | —        | —        | —        | —        | —        | —        | | Money Is Still a Major Issue       |
| "Bojangles"                                                                                                   | 2006   | 91       | —        | —        | —        | —        | —        | —        | —        | —        | —        | | El Mariel                          |
| "Ay Chico (Lengua Afuera)"                                                                                    | 2006   | 92       | 19       | —        | —        | —        | —        | —        | —        | —        | —        | | El Mariel                          |
| "Dime" (ремикс) (Frankie J, Ken-Y и Питбул)                                                                   | 2006   | —        | —        | —        | —        | —        | —        | —        | —        | —        | —        | | El Mariel                          |
| "Be Quiet" | 2007   | —        | —        | —        | —        | —        | —        | —        | —        | —        | —        | | El Mariel                          |
| "Go Girl" (Trina, Young Boss и Питбул)                                                                        | 2007   | 83       | 25       | —        | —        | —        | —        | —        | —        | —        | —        | | The Boatlift                       |
| "The Anthem" (Lil Jon и Питбул)                                                                               | 2007   | 36       | 8        | —        | —        | —        | 72       | —        | —        | 64       | —        | | The Boatlift                       |
| "Sticky Icky" (Jim Jones и Питбул)                                                                            | 2007   | —        | —        | —        | —        | —        | —        | —        | —        | —        | —        | | The Boatlift                       |
| "Secret Admirer" (Lloyd и Питбул)                                                                             | 2007   | —        | —        | —        | —        | —        | —        | 30       | —        | —        | —        | | The Boatlift                       |
| "Krazy" (Lil Jon и Питбул)                                                                                    | 2008   | 30       | 11       | 38       | —        | 70       | —        | —        | —        | 59       | —        | - RIAA: Златно | Rebelution                         |
| "I Know You Want Me (Calle Ocho)"                                                                             | 2009   | 2        | 4        | 6        | 3        | 2        | 8        | 3        | 1        | 2        | 4        | - RIAA: 2× Платина - ARIA: Платина - BPI: Златно - BVMI: Златно - IFPI ШВА: Златно - MC: 3× Платина - PROMUSICAE: 3× Платина - RMNZ: Платина                     | Rebelution                         |
| "Hotel Room Service"                                                                                          | 2009   | 8        | 7        | 11       | 22       | 7        | 22       | 29       | 15       | 11       | 9        | - RIAA: Платина - ARIA: Платина - BPI: Сребрно - MC: 2× Платина                                                                                                  | Rebelution                         |
| "Shut It Down" (Ејкон и Питбул)                                                                               | 2009   | 42       | 17       | 18       | 35       | 23       | 30       | 25       | —        | 41       | 33       | - ARIA: Златно - MC: Платина | Rebelution                         |
| "Watagatapitusberry" (Sensato del Patio, El Cata, Black Point, Lil Jon и Питбул)                              | 2010   | —        | —        | —        | —        | —        | —        | —        | —        | —        | —        | | Armando                            |
| "Maldito Alcohol" (Afrojack и Питбул)                                                                         | 2010   | —        | —        | —        | —        | —        | —        | —        | —        | —        | —        | | Armando                            |
| "Bon, Bon" | 2010   | 61       | —        | 72       | 36       | —        | 39       | —        | 38       | 47       | —        | | Armando                            |
| "Hey Baby (Drop It to the Floor)" (T-Pain и Питбул)                                                           | 2010   | 7        | 8        | 10       | 22       | 10       | 24       | 23       | —        | 21       | 38       | - ARIA: 2× Платина - IFPI ШВА: Златно - MC: 3× Платина - RMNZ: Златно                                                                                            | Planet Pit                         |
| "Tu Cuerpo" (Jencarlos Canela)                                                                                | 2011   | —        | —        | —        | —        | —        | —        | —        | —        | —        | —        | | Armando                            |
| "Give Me Everything" (Ne-Y, Afrojack, Nayer и Питбул)                                                         | 2011   | 1        | 4        | 2        | 1        | 1        | 1        | 1        | 2        | 1        | 1        | - ARIA: 6× Платина - BPI: Платина - BVMI: 3× Златно - IFPI АУС: Платина - IFPI ШВА: 2× Платина - MC: 7× Платина - PROMUSICAE: Платина - RMNZ: 2× Платина         | Planet Pit                         |
| "Rain Over Me" (Marc Anthony и Питбул)                                                                        | 2011   | 30       | 25       | 9        | 5        | 7        | 7        | 7        | 1        | 3        | 28       | - ARIA: Платина - BVMI: Златно - IFPI АУС: Златно - IFPI ШВА: 2×Платина - MC: 2× Платина - PROMUSICAE: Платина                                                   | Planet Pit                         |
| "International Love" (Крис Браун и Питбул)                                                                    | 2011   | 13       | 15       | 15       | 8        | 10       | 21       | 7        | 3        | 13       | 10       | - ARIA: 2× Платина - BPI: Сребрно - BVMI: Златно - IFPI АУС: Златно - IFPI ШВА: Платина - MC: 3× Платина - PROMUSICAE: Златно - RMNZ: Платина                    | Planet Pit                         |
| "I Like (ремикс)" (Енрике Иглесијас, Afrojack и Питбул)                                                       | 2012   | —        | —        | —        | —        | —        | —        | —        | —        | —        | —        | | Није ни на једном албуму           |
| "Back in Time"                                                                                                | 2012   | 11       | 20       | 4        | 1        | 4        | 5        | 10       | 35       | 6        | 21       | - ARIA: 3× Платина - BVMI: Платина - IFPI АУС: Платина - IFPI ШВА: Златно - MC: 4× Платина                                                                       | Global Warming                     |
| "Get It Started" (Шакира и Питбул)                                                                            | 2012   | 89       | —        | 31       | 17       | 42       | 31       | —        | 14       | 32       | 64       | - MC: Златно | Global Warming                     |
| "Don't Stop the Party" (TJR и Питбул)                                                                         | 2012   | 17       | 3        | 15       | 10       | 8        | 23       | 23       | 16       | 59       | 7        | - RIAA: 2× Платина - ARIA: 2× Платина - BPI: Сребрно - MC: 3× Платина                                                                                            | Global Warming                     |
| "Feel This Moment" (Кристина Агилера и Питбул)                                                                | 2013   | 8        | 3        | 6        | 2        | 4        | 9        | 5        | 1        | 7        | 5        | - RIAA: 3× Платина - ARIA: 2× Платина - BPI: Сребрно - BVMI: Златно - IFPI АУС: Златно - IFPI ШВА: Платина - MC: 4× Платина - PROMUSICAE: Златно - RMNZ: Платина | Global Warming                     |
| "Outta Nowhere" (Danny Mercer и Питбул)                                                                       | 2013   | —        | —        | —        | 19       | —        | 67       | —        | —        | —        | —        | | Global Warming                     |
| "Timber" (Kesha и Питбул)                                                                                     | 2013   | 1        | 1        | 4        | 1        | 1        | 1        | 3        | 5        | 3        | 1        | - RIAA: 6× Платина - ARIA: 5× Платина - BPI: 2× Платина - BVMI: Златно - IFPI АУС: Златно - IFPI ШВА: Златно - MC: 7× Платина - RMNZ: Платина                    | Meltdown                           |
| "Wild Wild Love" (G.R.L. и Питбул)                                                                            | 2014   | 30       | 2        | 10       | —        | 22       | —        | 25       | —        | —        | 6        | - ARIA: Платина - MC: Платина - RIAA: Платина | Globalization                      |
| "We Are One (Ole Ola)" (Џенифер Лопез, Claudia Leitte и Питбул)                                               | 2014   | 59       | —        | 61       | 6        | 51       | 6        | 20       | 4        | 2        | 29       | - BVMI: Златно - FIMI : Златно - IFPI ШВА: Златно - PROMUSICAE: Златно                                                                                           | Globalization                      |
| "Fireball" (John Ryan и Питбул)                                                                               | 2014   | 23       | 4        | 26       | 12       | 16       | 22       | —        | 6        | 51       | 49       | - RIAA: 2× Платина - ARIA: Златно - MC: Платина | Globalization                      |
| "Como Yo Le Doy" (Don Miguelo и Питбул)                                                                       | 2014   | 110      | —        | —        | 40       | —        | —        | —        | 3        | —        | —        | - PROMUSICAE: 3x Платина | Dale                               |
| "Celebrate"                                                                                                   | 2014   | 101      | —        | —        | —        | —        | —        | 35       | —        | —        | —        | | Globalization                      |
| "Time of Our Lives" (Ne-Yo и Питбул)                                                                          | 2014   | 9        | 1        | 12       | 26       | 10       | 22       | 12       | 20       | 35       | 27       | - RIAA: Платина - ARIA: Платина - BPI: Сребрно - FIMI : Златно - PROMUSICAE: Платина - RMNZ: Платина                                                             | Globalization                      |
| "Piensas (Dile la Verdad)" (Gente de Zona и Питбул)                                                           | 2014   | —        | —        | —        | —        | —        | —        | —        | 22       | —        | —        | - PROMUSICAE: Платина | Dale                               |
| "Fun" (Крис Браун и Питбул)                                                                                   | 2015   | 40       | 7        | 59       | 44       | 29       | 36       | —        | 78       | 50       | 68       | | Globalization                      |
| "Baddest Girl in Town" (Mohombi, Wisin и Питбул)                                                              | 2015   | —        | —        | —        | —        | —        | —        | —        | 36       | —        | —        | | Dale                               |
| "Drive You Crazy" (Џејсон Деруло, Juicy J и Питбул)                                                           | 2015   | —        | —        | —        | —        | —        | —        | —        | —        | —        | —        | | Globalization                      |
| "Messin' Around" (Енрике Иглесијас и Питбул)                                                                  | 2016   | 64       | 17       | —        | —        | 80       | —        | —        | 49       | —        | —        | | Climate Change                     |
| "Greenlight" (Flo Rida, Lunchmoney Lewis и Питбул)                                                            | 2016   | 95       | —        | —        | —        | 77       | 90       | —        | —        | —        | —        | - MC: Златно | Climate Change                     |
| "Options" (Stephen Marley и Питбул)                                                                           | 2017   | —        | —        | —        | —        | —        | —        | 3        | —        | —        | —        | - RMNZ: Платина | Climate Change                     |
| "Hey Ma" (J Balvin], Camila Cabello и Питбул)                                                                 | 2017   | —        | 108      | —        | 73       | 95       | 64       | —        | 52       | 30       | —        | | The Fate of the Furious: The Album |
| "Better On Me" (Ty Dolla Sign и Питбул)                                                                       | 2017   | —        | —        | —        | —        | —        | —        | —        |          | —        | —        | | Climate Change                     |
| "Por Favor" (Fifth Harmony и Питбул)                                                                          | 2017   | —        | —        | —        | —        | —        | —        | —        | 19       | —        | —        | | Fifth Harmony                      |
| "Jungle" (Stereotypes, E-40, Abraham Mateo и Питбул)                                                          | 2017   | —        | —        | —        | —        | —        | —        | —        | —        | —        | —        | | Greatest Hits                      |
| "Amore" (Leona Lewis и Питбул)                                                                                | 2018   | —        | —        | —        | —        | —        | —        | —        | —        | —        | —        | | Gotti                              |
| "So Sorry" | 2018   | —        | —        | —        | —        | —        | —        | —        | —        | —        | —        | | Gotti                              |
| "Free Free Free" (Theron Theron и Питбул)                                                                     | 2018   | —        | —        | —        | —        | —        | —        | —        | —        | —        | —        | | Треба да буде објављено            |
| "Dame Tu Cosita" (El Chombo, Karol G, Cutty Ranks и Питбул)                                                   | 2018   | —        | —        | —        | —        | —        | —        | —        | —        | —        | —        | - RIAA: Златно - RIAA: 7× Платина | Није ни на једном албуму           |
| "Quiero Saber" (Лудакрис, Prince Royce и Питбул)                                                              | 2018   | —        | —        | —        | —        | —        | —        | —        | —        | —        | —        | | Треба да буде објављено            |
| "—" означава издање које или није дебитовало на тој топ-листи или није дебитовало у/на тој држави/територији. |        |          |          |          |          |          |          |          |          |          |          | |                                    |

### Као гостујући музичар
| Назив | Година | Позиција | Позиција | Позиција | Позиција | Позиција | Позиција | Позиција | Позиција | Позиција | Позиција | Сертификат | Албум                               |
| Назив | Година | САД      | АУС      | АУС 40   | КАН      | ФРА      | НЕМ      | НЗ       | ШПА      | ШВА      | УК       | Сертификат | Албум                               |
| --- | ------ | -------- | -------- | -------- | -------- | -------- | -------- | -------- | -------- | -------- | -------- | --- | ----------------------------------- |
| "Shake" (Ying Yang Twins и Питбул)                                                                            | 2005   | 41       | —        | —        | —        | —        | —        | —        | —        | —        | 49       | | U.S.A. (United State of Atlanta)    |
| "Hit the Floor" (Twista и Питбул)                                                                             | 2005   | 94       | —        | —        | —        | —        | —        | —        | —        | —        | —        | | The Day After                       |
| "Kamasutra" (Adassa и Питбул)                                                                                 | 2005   | —        | —        | —        | —        | —        | —        | —        | —        | —        | —        | | Kamasutra                           |
| "Get Freaky" (Play-N-Skillz и Питбул)                                                                         | 2006   | —        | —        | —        | —        | —        | —        | —        | —        | —        | —        | | Није ни на једном албуму            |
| "Holla at Me" (DJ Khaled, Лил Вејн, Paul Wall, Fat Joe, Rick Ross и Питбул)                                   | 2006   | 59       | —        | —        | —        | —        | —        | —        | —        | —        | —        | | Listennn... the Album               |
| "Born-N-Raised" (DJ Khaled, Trick Daddy]], Rick Ross и Питбул)                                                | 2006   | —        | —        | —        | —        | —        | —        | —        | —        | —        | —        | | Listennn... the Album               |
| "Crazy" (Lumidee и Питбул)                                                                                    | 2007   | —        | —        | 65       | —        | 53       | 35       | —        | —        | —        | 74       | | Unexpected                          |
| "Mi Alma Se Muere" (Fuego, Omega и Питбул)                                                                    | 2008   | —        | —        | —        | —        | —        | —        | —        | —        | —        | —        | | Chosen Few III soundtrack           |
| "Move Shake Drop" (DJ Laz, Flo Rida, Casely и Питбул)                                                         | 2008   | 56       | —        | —        | —        | —        | —        | —        | —        | —        | —        | | Category 6                          |
| "Swing" (ремикс) (Savage и Питбул)                                                                            | 2008   | —        | —        | —        | —        | —        | —        | —        | —        | —        | —        | | Savage Island                       |
| "Feel It" (DJ Felli Fel, T-Pain, Шон Пол, Flo Rida и Питбул)                                                  | 2009   | —        | —        | —        | —        | —        | —        | —        | —        | —        | —        | | Није ни на једном албуму            |
| "Shooting Star" (Party Rock ремикс) (David Rush, Kevin Rudolf, LMFAO и Питбул)                                | 2009   | —        | —        | —        | 66       | —        | —        | —        | —        | —        | —        | | Feel the Rush Vol. 1                |
| "Take Me On The Floor" (ремикс) (The Veronicas и Питбул)                                                      | 2009   | —        | —        | —        | —        | —        | —        | —        | —        | —        | —        | | Није ни на једном албуму            |
| "Now I'm That Bitch" (Livvi Franc и Питбул)                                                                   | 2009   | —        | —        | —        | —        | —        | —        | —        | —        | —        | 40       | | Underground Sunshine                |
| "Outta Control" (Baby Bash и Питбул)                                                                          | 2009   | —        | —        | —        | —        | —        | —        | —        | —        | —        | —        | | Није ни на једном албуму            |
| "Patron Tequila" (Vanguards ремикс) (Paradiso Girls, Lil Jon и Питбул)                                        | 2009   | —        | —        | —        | —        | —        | —        | —        | —        | —        | —        | | Није ни на једном албуму            |
| "Future Love" (Kristina DeBarge и Питбул)                                                                     | 2009   | —        | —        | —        | —        | —        | —        | —        | —        | —        | —        | | Exposed                             |
| "Now You See It (Shake That Ass)" (Honorebel, Jump Smokers и Питбул)                                          | 2009   | —        | —        | —        | —        | —        | —        | —        | —        | —        | —        | | Club Scene                          |
| "Ni Rosas Ni Juguetes" (Mr. 305 ремикс) (Paulina Rubio и Питбул)                                              | 2009   | —        | —        | —        | —        | —        | —        | —        | —        | —        | —        | | Није на једном албуму               |
| "Egoísta" (Belinda и Питбул)                                                                                  | 2010   | —        | —        | —        | —        | —        | —        | —        | —        | —        | —        | | Carpe Diem                          |
| "Armada Latina" (Cypress Hill, Marc Anthony и Питбул)                                                         | 2010   | 106      | —        | —        | 96       | —        | —        | —        | —        | —        | —        | | Rise Up                             |
| "All Night Long" (Alexandra Burke и Питбул)                                                                   | 2010   | —        | 48       | —        | —        | —        | 60       | —        | —        | —        | 4        | - BPI: Сребрно | Overcome                            |
| "I Like It" (Енрике Иглесијас и Питбул)                                                                       | 2010   | 4        | 2        | 6        | 1        | 2        | 10       | 7        | 4        | 6        | 4        | - RIAA: 3× Платина - ARIA: 3× Платина - BPI: Златно - BVMI: Златно - IFPI ШВА: Златно - MC: 3× Платина - PROMUSICAE: Платина - RMNZ: Платина               | Euphoria                            |
| "I Wanna" (Honorebel и Питбул)                                                                                | 2010   | —        | —        | —        | —        | —        | —        | —        | —        | —        | —        | | Club Scene                          |
| "Get to Know Me Better" (Naughty by Nature и Питбул)                                                          | 2010   | —        | —        | —        | —        | —        | —        | —        | —        | —        | —        | | Anthem Inc.                         |
| "Oye Baby" (Nicola Fasano и Питбул)                                                                           | 2010   | —        | —        | —        | —        | —        | —        | —        | —        | —        | —        | | Planet Pit                          |
| "DJ Got Us Fallin' in Love" (Ашер и Питбул)                                                                   | 2010   | 4        | 3        | 5        | 2        | 3        | 5        | 4        | 11       | 4        | 7        | - ARIA: 4× Платина - BPI: Златно - BVMI: Златно - IFPI АУС: Златно - IFPI ШВА: Платинаm - MC: 2× Платина - RMNZ: Платина                                   | Versus                              |
| "One Thing Leads to Another" (Ray J и Питбул)                                                                 | 2010   | —        | —        | —        | —        | —        | —        | —        | —        | —        | —        | | Raydiation 2                        |
| "On the Floor" (Џенифер Лопез и Питбул)                                                                       | 2011   | 3        | 1        | 1        | 1        | 1        | 1        | 1        | 1        | 1        | 1        | - RIAA: 3× Платина - ARIA: 4× Платина - BPI: Платина - BVMI: 5× Златно - IFPI ШВА: 4× Платина - MC: 5× Платина - PROMUSICAE: 3× Платина - RMNZ: 2× Платина | Love?                               |
| "Rabiosa" (Шакира и Питбул)                                                                                   | 2011   | —        | —        | 6        | 38       | 6        | 26       | —        | 1        | 3        | —        | - IFPI ШВА: Златно - PROMUSICAE: Платина | Sale el Sol                         |
| "Boomerang" (DJ Felli Fel, Ејкон, Jermaine Dupri и Питбул)                                                    | 2011   | —        | —        | —        | —        | —        | —        | —        | —        | —        | —        | | Није ни на једном албуму            |
| "Bumpy Ride" (ремикс) (Mohombi, Machel Montano и Питбул)                                                      | 2011   | —        | —        | —        | —        | —        | —        | —        | —        | —        | —        | | Није ни на једном албуму            |
| "Fired Up (Fuck the Recession)" (Shaggy и Питбул)                                                             | 2011   | —        | —        | —        | —        | —        | —        | —        | —        | —        | —        | | Summer in Kingston                  |
| "Suave (Kiss Me)" (Nayer, Mohombi и Питбул)                                                                   | 2011   | —        | —        | —        | 34       | 49       | —        | —        | —        | —        | —        | | Није ни на једном албуму            |
| "Throw Your Hands Up (Dançar Kuduro)" (Qwote, Lucenzo и Питбул)                                               | 2011   | —        | 3        | —        | —        | —        | —        | 29       | —        | —        | -        | - ARIA: 3× Платина | Није ни на једном албуму            |
| "Pass at Me" (Timbaland и Питбул)                                                                             | 2011   | —        | 61       | —        | —        | 100      | 27       | —        | —        | —        | 40       | | Није ни на једном албуму            |
| "I Like How It Feels" (Енрике Иглесијас, The WAV.s и Питбул)                                                  | 2011   | 74       | 26       | —        | 11       | —        | —        | 19       | 14       | —        | 135      | - ARIA: Златно - MC: Платина | Sex and Love                        |
| "We Run the Night" (ремикс) (Havana Brown и Питбул)                                                           | 2011   | 26       | 5        | —        | 48       | —        | —        | —        | —        | —        | —        | - RIAA: Платина | When the Lights Go Out              |
| "Bailando Por El Mundo" (Juan Magan, El Cata и Питбул)                                                        | 2011   | —        | —        | —        | —        | —        | —        | —        | 22       | 15       | —        | | The King of Dance                   |
| "U Know It Ain't Love" (R.J. и Питбул)                                                                        | 2011   | —        | —        | 52       | —        | 185      | 49       | —        | —        | 43       | —        | | Није ни на једном албуму            |
| "Crazy People" (Sensato, Sak Noel и Питбул)                                                                   | 2011   | —        | —        | —        | —        | —        | —        | —        | —        | —        | 164      | | Crazy Society Trilogy               |
| "Rock the Boat" (Боб Синклер, Dragonfly, Fatman Scoop и Питбул)                                               | 2011   | —        | 39       | 51       | 99       | 22       | 45       | —        | 21       | 20       | —        | | Disco Crash                         |
| "Raise the Roof" (Hampenberg, Alexander Brown, Fatman Scoop, Nabiha и Питбул)                                 | 2012   | —        | —        | —        | —        | —        | —        | —        | —        | —        | —        | | Није ни на једном албуму            |
| "Name of Love" (Jean-Roch, Nayer и Питбул)                                                                    | 2012   | —        | —        | —        | —        | 49       | —        | —        | —        | —        | —        | | Music Saved My Life                 |
| "Richest Man" (Play-N-Skillz и Питбул)                                                                        | 2012   | —        | —        | —        | —        | —        | —        | —        | —        | —        | —        | | Alter Egos                          |
| "Bedroom" (Redd, Qwote и Питбул)                                                                              | 2012   | —        | —        | 39       | —        | —        | 40       | —        | —        | 41       | —        | | Није ни на једном албуму            |
| "Dance Again" (Џенифер Лопез и Питбул)                                                                        | 2012   | 17       | 28       | 8        | 4        | 15       | 14       | 12       | 4        | 14       | 11       | - RIAA: Платина - ARIA: Златно - MC: Платина - PROMUSICAE: Златно                                                                                          | Dance Again... the Hits             |
| "There She Goes" (Taio Cruz и Питбул)                                                                         | 2012   | —        | —        | 8        | 65       | 65       | 5        | —        | —        | 2        | 12       | - BVMI: Платина - IFPI ШВА: Златно | TY.O                                |
| "Beat on My Drum" (Gabry Ponte, Sophia Del Carmen и Питбул)                                                   | 2012   | —        | —        | —        | —        | —        | —        | —        | —        | —        | —        | | Није ни на једном албуму            |
| "I'm All Yours" (Jay Sean и Питбул)                                                                           | 2012   | 85       | 13       | 57       | 53       | 107      | 40       | 22       | —        | —        | —        | - ARIA: 2× Платина | Neon                                |
| "Ai Se Eu Te Pego (If I Get Ya)" (Mr. Worldwide Remix) (Мишел Тело и Питбул)                                  | 2012   | —        | —        | —        | —        | —        | —        | —        | —        | —        | —        | | Није ни на једном албуму            |
| "Sin Ti (I Don't Want to Miss a Thing)" (Dyland & Lenny, Beatriz Luengo и Питбул)                             | 2012   | —        | —        | —        | —        | —        | —        | —        | —        | —        | —        | | My World 2                          |
| "Ba]" (Afrojack ремикс) (Мајкл Џексон и Питбул)                                                               | 2012   | —        | —        | 45       | —        | —        | —        | —        | —        | —        | —        | | Bad 25                              |
| "Hiya Hiya" (Khaled и Питбул)                                                                                 | 2012   | —        | —        | —        | —        | —        | —        | —        | —        | —        | —        | | C'est la vie                        |
| "Sexy People (The Fiat Song)" (Arianna Bergamaschi и Питбул)                                                  | 2013   | 97       | —        | —        | —        | —        | —        | —        | —        | —        | —        | | Није ни на једном албуму            |
| "[pring Love (Come Back to Me)" (Stevie B и Питбул)                                                           | 2013   | —        | —        | —        | —        | —        | 87       | —        | —        | —        | —        | | Није ни на једном албуму            |
| "Live It Up" (Џенифер Лопез и Питбул)                                                                         | 2013   | 60       | 20       | 23       | 16       | 67       | 36       | 27       | 10       | 33       | 17       | - ARIA: Златно - MC: Златно | Није ни на једном албуму            |
| "Chasing Shadows" (Jamie Drastik, Havana Brown и Питбул)                                                      | 2013   | —        | —        | —        | —        | —        | —        | —        | —        | —        | —        | | Није ни на једном албуму            |
| "Habibi I Love You" (Ahmed Chawki и Питбул)                                                                   | 2013   | —        | —        | —        | —        | 153      | —        | —        | —        | —        | —        | | Није ни на једном албуму            |
| "Exotic" (Priyanka Chopra и Питбул)                                                                           | 2013   | —        | —        | —        | 74       | —        | —        | —        | —        | —        | —        | | Није ни на једном албуму            |
| "Can't Believe It" (Flo Rida и Питбул)                                                                        | 2013   | —        | 8        | 16       | —        | —        | 4        | 36       | —        | 19       | —        | - ARIA: Златно | Није ни на једном албуму            |
| "Sopa de Caracol - Yupi" (Elvis Crespo и Питбул)                                                              | 2013   | —        | —        | —        | —        | —        | —        | —        | —        | —        | —        | | One Flag                            |
| "Seize the Night" (Honorebel и Питбул)                                                                        | 2013   | —        | —        | —        | —        | —        | —        | —        | —        | —        | —        | | Није ни на једном албуму            |
| "FCK" (Gary Caos, Snow Tha Product и Питбул)                                                                  | 2013   | —        | —        | —        | —        | —        | —        | —        | —        | —        | —        | | Није ни на једном албуму            |
| "Get on the Floor (Vamos Dancar)" (Carolina Márquez, Dale Saunders и Питбул)                                  | 2013   | —        | —        | —        | —        | —        | —        | —        | —        | —        | —        | | Није ни на једном албуму            |
| "I'm a Freak" (Енрике Иглесијас и Питбул)                                                                     | 2014   | —        | 45       | 39       | 52       | —        | 56       | —        | 17       | —        | 4        | - BPI: Сребрно | Sex and Love                        |
| "I Love You... Te Quiero" (Belinda и Питбул)                                                                  | 2014   | —        | —        | —        | —        | —        | —        | —        | —        | —        | —        | | Catarsis                            |
| "Mmm Yeah" (Austin Mahone и Питбул)                                                                           | 2014   | 49       | —        | 57       | 51       | —        | 72       | —        | 35       | 62       | 67       | - ARIA: Златно - FIMI: Златно - RIAA: Златно | The Secret                          |
| "El Taxi" (Osmani García, Sensato del Patio и Питбул)                                                         | 2014   | —        | —        | —        | —        | 39       | —        | 99       | 2        | —        | —        | - FMI: Платина - PROMUSICAE: 3x Платина - AMPROFON: Златно                                                                                                 | Los Éxitos                          |
| "Can't Get Enough" (Becky G и Питбул)                                                                         | 2014   | —        | —        | —        | —        | —        | —        | —        | —        | —        | —        | | Play It Again                       |
| "Drink to That All Night" (ремикс) (Jerrod Niemann и Питбул)                                                  | 2014   | —        | —        | —        | —        | —        | —        | —        | —        | —        | —        | | High Noon                           |
| "Good Time" (Ина и Питбул)                                                                                    | 2014   | —        | —        | —        | —        | —        | —        | —        | —        | —        | —        | | Party Never Ends и Body and the Sun |
| "Yo Quiero (Si Tú Te Enamores)" (Gente de Zona и Питбул)                                                      | 2014   | —        | —        | —        | —        | —        | —        | —        | —        | —        | —        | | Visualizate                         |
| "\|Booty" (Џенифер Лопез и Питбул)                                                                            | 2014   | 18       | 27       | —        | 11       | 93       | 78       | 30       | —        | —        | —        | | A.K.A.                              |
| "Mr. Put It Down" (Рики Мартин и Питбул)                                                                      | 2015   | —        | 91       | —        | —        | —        | —        | —        | —        | —        | —        | | Треба да буде објављено             |
| "Back It Up" (Принц Ројс и Питбул)                                                                            | 2015   | 92       | —        | —        | 56       | —        | —        | —        | 40       | —        | —        | | Double Vision                       |
| "Shake That" (Samantha Jade и Питбул)                                                                         | 2015   | —        | 32       | —        | —        | —        | —        | —        | —        | —        | —        | | Nine                                |
| "Lady" (Austin Mahone и Питбул)                                                                               | 2016   | —        | —        | —        | —        | —        | —        | —        | —        | —        | —        | | ForMe+You                           |
| "All of the Girls" (Cris Cab и Питбул)                                                                        | 2017   | —        | —        | —        | —        | —        | —        | —        | —        | —        | —        | | Није ни на једном албуму            |
| "Loca!" (Adassa и Питбул)                                                                                     | 2017   | —        | —        | —        | —        | —        | —        | —        | —        | —        | —        | | Није ни на једном албуму            |
| "Carnaval" (Claudia Leitte и Питбул)                                                                          | 2018   | —        | —        | —        | —        | —        | —        | —        | —        | —        | —        | | Није ни на једном албуму            |
| "Move to Miami" (Енрике Иглесијас и Питбул)                                                                   | 2018   | —        | —        | —        | —        | —        | —        | —        | 91       | 81       | —        | | Треба да буде објављено             |
| "Goalie Goalie" (Arash, Nyusha, Blanco и Питбул)                                                              | 2018   | —        | —        | —        | —        | —        | —        | —        | —        | —        | —        | | Није ни на једном албуму            |
| "Slowly Slowly" (Guru Randhawa и Питбул)                                                                      | 2018   | —        | —        | —        | —        | —        | —        | —        | —        | —        | —        | | Није ни на једном албуму            |
| "—" означава издање које или није дебитовало на тој топ-листи или није дебитовало у/на тој држави/територији. |        |          |          |          |          |          |          |          |          |          |          | |                                     |

### Промотивни синглови
| Назив | Година | Позиција | Позиција  | Позиција  | Позиција | Позиција | Позиција | Позиција | Позиција | Албум                    |
| Назив | Година | САД      | САД Dance | САД Latin | АУС 40   | КАН      | НЗ       | ШПА      | УК       | Албум                    |
| --- | ------ | -------- | --------- | --------- | -------- | -------- | -------- | -------- | -------- | ------------------------ |
| "No Llores" (Gloria Estefan и Питбул)                                                                         | 2007   | —        | —         | —         | —        | —        | —        | —        | —        | Није ни на једном албуму |
| "Fresh Out the Oven" (Џенифер Лопез и Питбул)                                                                 | 2009   | —        | 1         | —         | —        | —        | —        | —        | —        | Није ни на једном албуму |
| "Blanco" (Фарел Вилијамс и Питбул)                                                                            | 2009   | —        | —         | —         | —        | —        | —        | —        | —        | Fast & Furious           |
| "Pearly Gates" (Nayer и Питбул)                                                                               | 2010   | —        | —         | —         | —        | —        | —        | —        | —        | Није ни на једном албуму |
| "Game On" (TKZee, Dario G и Питбул)                                                                           | 2010   | —        | —         | —         | —        | —        | —        | —        | —        | Није ни на једном албуму |
| "Alright" (Machel Montano и Питбул)                                                                           | 2010   | —        | —         | —         | —        | —        | —        | —        | —        | Није ни на једном албуму |
| "Pause" | 2011   | 73       | —         | —         | 73       | 44       | 33       | 42       | 96       | Planet Pit               |
| "Turn Around, Pt. 2" (Flo Rida и Питбул)                                                                      | 2011   | —        | —         | —         | —        | —        | —        | —        | —        | The Hangover Part II     |
| "Shake Señora" (T-Pain, Шон Пол и Питбул)                                                                     | 2011   | 69       | —         | 42        | —        | 33       | 40       | —        | —        | Planet Pit               |
| "Echa Pa'lla (Manos Pa'rriba)" (Papayo и Питбул)                                                              | 2012   | —        | —         | 2         | —        | —        | —        | —        | —        | Global Warming           |
| "FREE.K" | 2015   | 105      | —         | —         | —        | —        | —        | 90       | —        | Није ни на једном албуму |
| "Freedom" | 2016   | —        | —         | —         | 40       | —        | —        | —        | 56       | Climate Change           |
| "Bad Man" (Робин Тик, Joe Perry, Travis Barker и Питбул)                                                      | 2016   | —        | —         | —         | —        | —        | —        | 46       | —        | Climate Change           |
| "Mucho Booty" (Farruko, Micha и Питбул)                                                                       | 2017   | —        | —         | —         | —        | —        | —        | —        | —        | Није ни на једнома лбуму |
| "Muévelo Loca Boom Boom"                                                                                      | 2017   | —        | —         | —         | —        | —        | —        | —        | —        | Није ни на једнома лбуму |
| "—" означава издање које или није дебитовало на тој топ-листи или није дебитовало у/на тој држави/територији. |        |          |           |           |          |          |          |          |          |                          |

## Остале песме
| Назив | Година | Позиција  | Позиција | Позиција | Позиција | Позиција | Позиција | Позиција | Позиција | Албум                    |
| Назив | Година | САД Latin | АУС 40   | КАН      | ФРА      | НЕМ      | НОР      | НЗ       | УК       | Албум                    |
| --- | ------ | --------- | -------- | -------- | -------- | -------- | -------- | -------- | -------- | ------------------------ |
| "Superstar" (Jump Smokers, Qwote и Питбул)                                                                    | 2010   | —         | 41       | —        | —        | —        | —        | —        | —        | Kings of the Dancefloor! |
| "Come n Go" (Енрике Иглесијас и Питбул)                                                                       | 2011   | —         | —        | 76       | —        | —        | —        | —        | —        | Planet Pit               |
| "Castle Made of Sand" (Kelly Rowland, Jamie Drastik и Питбул)                                                 | 2011   | —         | —        | —        | —        | —        | —        | 37       | —        | Planet Pit               |
| "Everybody Fucks" (Ејкон, David Rush и Питбул)                                                                | 2012   | —         | —        | —        | —        | —        | 19       | —        | —        | Global Warming           |
| "Pas touché" (Maître Gims и Питбул)                                                                           | 2013   | —         | —        | —        | 90       | —        | —        | —        | —        | Subliminal               |
| "Balada (T" (Gusttavo Lima, Alex Sensation, Sensato, David Zonarosa и Питбул)                                 | 2013   | 2         | —        | —        | —        | —        | —        | —        | —        | Није ни на једном абуму  |
| "Fire" (Џејсон Деруло и Питбул)                                                                               | 2013   | —         | —        | —        | —        | 91       | —        | —        | 162      | Tattoos                  |
| "That High" (Kelly Rowland и Питбул)                                                                          | 2013   | —         | —        | 76       | —        | —        | —        | —        | —        | Meltdown                 |
| "—" означава издање које или није дебитовало на тој топ-листи или није дебитовало у/на тој држави/територији. |        |           |          |          |          |          |          |          |          |                          |

## Дуети
| Назив                                    | Година | Други музичар(и)                                                                     | Албум                                         |
| ---------------------------------------- | ------ | ------------------------------------------------------------------------------------ | --------------------------------------------- |
| "Suck This Dick"                         | 2001   | Luke, Cam'ron                                                                        | Somethin' Nasty                               |
| "Lollipop"                               | 2001   | Luke, Lil' Zane                                                                      | Somethin' Nasty                               |
| "Pitbull's Cuban Rideout"                | 2002   | Lil Jon & the Eastside Boyz                                                          | Kings of Crunk                                |
| "Get Low" (Merengue Remix)               | 2003   | Lil Jon & the Eastside Boyz, Ying Yang Twins                                         | Part II                                       |
| "Salt Shaker" (Extended ремикс)          | 2004   | Ying Yang Twins, Lil Jon, Murphy Lee, Fat Joe, Fatman Scoop, Jacki-O, Juvenile, B.G. | My Brother & Me                               |
| "Gasolina" (ремикс)                      | 2004   | N.O.R.E., Lil' Jon                                                                   | Нема                                          |
| "Trees"                                  | 2005   | Baby Bash, Angel Dust                                                                | Super Saucy                                   |
| "Holla at Cha Homeboy"                   | 2006   | Luke, Petey Pablo                                                                    | My Life & Freaky Times                        |
| "Stop Traffic"                           | 2008   | Trina                                                                                | Still da Baddest                              |
| "Defend Dade"                            | 2008   | DJ Khaled, Casely                                                                    | We Global                                     |
| "Helpless"                               | 2009   | Backstreet Boys                                                                      | This Is Us                                    |
| "Heart, Beat, Love"                      | 2010   | Џенет Џексон                                                                         | Нема                                          |
| "Rep My City"                            | 2010   | DJ Khaled, Jarvis                                                                    | Victory                                       |
| "How Low" (ремикс)                       | 2010   | Лудакрис, Ciara                                                                      | Battle of the Sexes                           |
| "Work It Out"                            | 2010   | Lil Jon                                                                              | Crunk Rock                                    |
| "Take Ova"                               | 2010   | Shontelle                                                                            | No Gravity                                    |
| "It's Not You (It's Me)"                 | 2011   | T-Pain, Chuckie                                                                      | Revolver                                      |
| "Aleluya"                                | 2011   | Romeo Santos                                                                         | Forumula, Vol. 1 (Deluxe edition)             |
| "Candy"                                  | 2012   | Far East Movement                                                                    | Dirty Bass                                    |
| "Can I Get"                              | 2012   | T-Pain                                                                               | Stoic                                         |
| "Gimme Dat Ass"                          | 2012   | Sidney Samson & Ејкон                                                                | Нема                                          |
| "Stronger" (ремикс)                      | 2012   | Канје Вест, Daft Punk                                                                | Нема                                          |
| "You're Ma Chérie"                       | 2013   | DJ Antoine                                                                           | Sky Is the Limit                              |
| "Scream & Shout" (Motiff Trap Remix)     | 2013   | will.i.am, Бритни Спирс                                                              | Нема                                          |
| "Beautiful"                              | 2013   | Frankie J                                                                            | Faith, Hope y Amor                            |
| "Pas touché"                             | 2013   | Maître Gims                                                                          | Subliminal                                    |
| "I Love You... Te Quiero"                | 2013   | Belinda                                                                              | Catarsis                                      |
| "Get Lucky" (ремикс)                     | 2013   | Daft Punk, Фарел Вилијамс                                                            | Нема                                          |
| "Fire"                                   | 2013   | Џејсон Деруло                                                                        | Tattoos                                       |
| "Kick Up Your Heels"                     | 2013   | Jessica Mauboy                                                                       | Beautiful                                     |
| "Dame Tu Amor (Gimme Your Love)"         | 2013   | Pee Wee                                                                              | Vive2Life                                     |
| "Jam On It"                              | 2013   | Mr. Mauricio, Rick Ross, Fat Joe                                                     | Нема                                          |
| "Let Me Be Your Lover"                   | 2014   | Енрике Иглесијас                                                                     | Sex and Love                                  |
| "3 Letters"                              | 2014   | Енрике Иглесијас                                                                     | Sex and Love                                  |
| "Oye 2014"                               | 2014   | Карлос Сантана                                                                       | Corazón                                       |
| "Booty"                                  | 2014   | Џенифер Лопез                                                                        | A.K.A.                                        |
| "Don't Tell Em" (ремикс)                 | 2014   | Jeremih                                                                              | Нема                                          |
| "Blank Space" (ремикс)                   | 2015   | Тејлор Свифт                                                                         | Нема                                          |
| "Coco"                                   | 2015   | J Balvin, O.T. Genasis, Coucheron                                                    | Нема                                          |
| "That's How I'm Feelin'"                 | 2015   | Ciara, Миси Елито                                                                    | Jackie                                        |
| "Wicked" (Victor Magan & Salgado ремикс) | 2015   | Veronica Vega, Victor Magan, Salgado                                                 | Нема                                          |
| "Get Loose"                              | 2015   | Cube 1, Qwote                                                                        | Нема                                          |
| "She's My Summer"                        | 2015   | Honorebel, Lotus                                                                     | Нема                                          |
| "If I Would Stay"                        | 2015   | MO.NO, Honorebel, Vassy                                                              | Нема                                          |
| "Aleluya"                                | 2015   | Romeo Santos                                                                         | Нема                                          |
| "No Doubt About It"                      | 2015   | Jussie Smollett                                                                      | Empire: Original Soundtrack Season 2 Volume 1 |
| "Heaven Knows"                           | 2015   | Davis Redfield, Tash                                                                 | Нема                                          |
| "SummerThing" (ремикс)                   | 2015   | Afrojack, Mike Taylor                                                                | Нема                                          |
| "When I'm With You"                      | 2015   | Lotus, Sonic Acoustic, A. Rose Jackson                                               | Нема                                          |
| "Only Love"                              | 2015   | Shaggy, Gene Noble                                                                   | Нема                                          |
| "Out Of The Movies" (ремикс)             | 2015   | Ryan Morrison                                                                        | Нема                                          |
| "Que Lo Que" (Remix)                     | 2015   | Sensato del Patio, Papayo, El Chevo                                                  | Нема                                          |
| "Asesina"                                | 2015   | Yandel                                                                               | Нема                                          |
| "Never Let You Go"                       | 2015   | Farruko                                                                              | Нема                                          |
| "Mi Alma Se Muere" (Remix)               | 2015   | Fuego, Omega                                                                         | Нема                                          |
| "On Purpose" (Remix)                     | 2015   | Dougie F, 40 Cobras                                                                  | Нема                                          |
| "Commas" (Remix)                         | 2015   | Messiah, Tali                                                                        | Нема                                          |
| "The Water Dance" (Remix)                | 2015   | Chris Porter                                                                         | Нема                                          |
| "Ay Mi Dios"                             | 2016   | Yandel, El Chacal                                                                    | Нема                                          |
| "Killer Fiddle"                          | 2016   | Barnes                                                                               | Нема                                          |
| "Sun Don't Let Me Down"                  | 2016   | Keith Urban                                                                          | Ripcord                                       |